# Espace & Civilisation
Espace & Civilisation est un magazine mensuel français consacré à la vulgarisation de l'astronomie et de l'astronautique, créé en 1978. 
Il est édité par la société Voudiez.
Son comité de Rédaction est composé d'Albert Ducrocq, de Philippe de La Cotardière et de Jean-Paul Trachier.